# Shanghai World Financial Center
Shanghai World Financial Center (SWFC) és un gratacel al districte de Pudong, a Shanghái, Xinesa el qual és un dels més alts del món. Té una altura final de 492 metres i té 101 pisos. Conté botigues, oficines, restaurants i un hotel.

## Disseny
El disseny del SWFC és únic al món, ja que compta amb una obertura a la punta, construïda com a solució per a la pressió del vent sobre l'edifici.
Aquesta obertura era en el primer disseny circular, però es va decidir canviar perquè el cercle simbolitza la bandera del seu rival econòmic el Japó, pel que es va optar per a un trapezoide, forma que es va triar perquè els enginyers deien que era més fàcil per construir que un cercle.
El forat en forma de trapezoide és al nivell 97, que té la coberta d'observació més alta del món a 440 metres en la part inferior. És probable que aquesta marca duri molt poc, perquè la coberta d'observació de l'estructura en construcció Guangzhou Tv Tower estarà a 450 metres, 10 metres més alta que la del SWFC.
L'altura anava a ser de 510 metres inicialment però a causa d'una reglamentació en l'alçada màxima, el disseny es va reduir a 492 metres.

## Construcció
El 1997 es va començar a excavar les fundacions de l'edifici, però a causa d'una crisi econòmica els anys 1997 i 1998, les obres van ser paralitzades i només van reprendre el 2003. Ocupa 377.300 m² i té 101 pisos, 33 escales i 31 ascensors.

## Acabament
El 14 de setembre del 2007, l'obra principal de la torre va atènyer el cim a 492 m d'altura, això va ser anunciat amb molta pompa. La façana de vidre va ser finalitzada el juny del 2008, gairebé un any després.
El 28 d'agost del 2008, va ser oficialment obert. El 30 d'agost del 2008 el pis d'observació va ser obert, amb tres nivells.

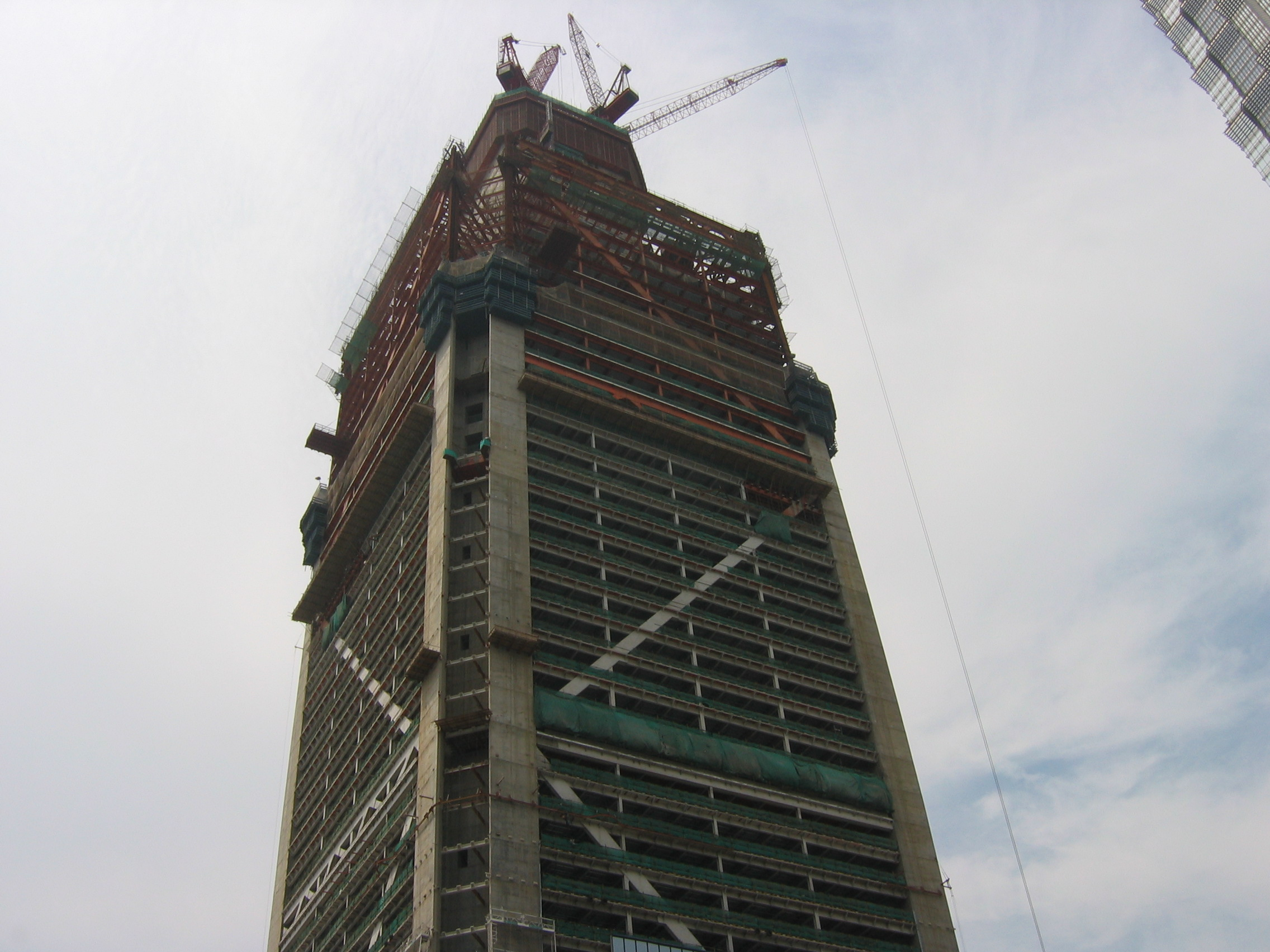
El SWFC a mitjan 2006.
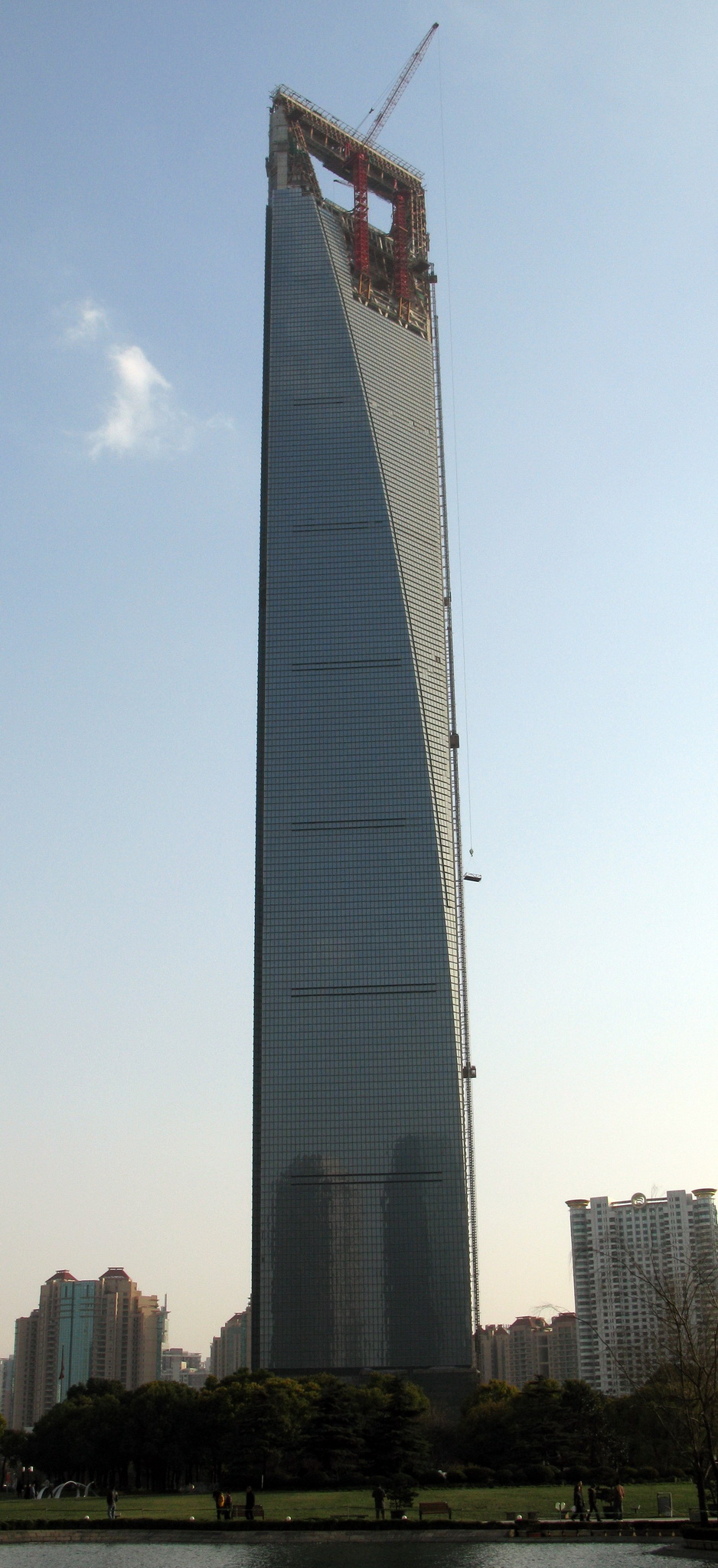
El Swfc el febrer del 2008.